# テンプ
テンプ（天府、天桴、英:balance wheel,balance）とは螺旋状のねじりゼンマイによって中心位置に戻されながら、回転する錘付き歯車である。これが脱進機を動かすことによって時計は正確な時間を刻むことが出来る。テンプは共振によって特定の振動数で運動する調和振動子になっている。
現代に至るまで機械式時計の中枢部として一般的に使用されている部品で近代になってクオーツ時計が登場するまで全ての携帯できる時計に必須の部品であった。

## 概要
1980年代まで、テンプはクロノメーター、銀行の金庫の時間ロック、軍需品の時限装置、目覚まし時計、キッチンタイマー、ストップウォッチなど広く使用されていた技術だったが、クォーツ技術がこれらの用途を引き継ぎ、現在残っている主な用途は高級機械式時計である。
21世紀の時計のテンプは通常、ベリリウム、銅、鉄の低熱膨張合金であるグリュシデュール製で、スプリングはニヴァロックスなどの低熱弾性係数合金である。  2つの合金がマッチングされているため、残留温度応答が相殺され、温度誤差がさらに小さくなる。空気抵抗を減らすためにホイールは滑らかで、ピボットは精密なジュエルベアリングで支えられている。旧式のバランス・ホイールは、リムの周囲に錘のネジを使用してポイズ（バランス）を調整していたが、現代のホイールは、工場でコンピューター・ポイズド加工が施され、レーザーでリムに正確なピットを焼き付けてバランスをとっている。 テンプは1回のスイングで約1.5回転する。ひげゼンマイが通る細いスリットが先端にあるレバーである。このレバーによって、スリットの後ろにあるゼンマイの部分が固定される。レバーを動かすと、スリットがヒゲゼンマイを上下にスライドさせ、有効長が変わる事でテンプの共振振動数が変わる。調速機はゼンマイの働きを妨げるため、クロノメーターや一部の精密時計には、ジャイロマックスのような調速機のない「フリースプラング」テンプが採用されている。 そのレートはテンプのリムにあるウェイトネジで調整される。
テンプの振動数は、伝統的に1時間あたりのビートを意味するBPH(Beats Per Hour)で測定されるが、ビート/秒やHzも使用される。1拍の長さは、テンプを1回転させ、テンプの向きを反転させる間である。精密な腕時計のテンプは動き回る影響を受けにくくするために速いビートで設計されている。  目覚まし時計やキッチンタイマーは毎秒4拍（14,400BPH）であることが多い。1970年代以前に製造された時計は通常、毎秒5拍（18,000 BPH）が一般的だが、現代の時計は毎秒6拍（21,600 BPH）、毎秒8拍（28,800 BPH）、毎秒10拍（36,000 BPH）である。オーデマ・ピゲは現在、毎秒12拍（43,200 BPH）という非常に高いテンプ振動数の時計を製造している。  第二次世界大戦中、エルジンは毎秒40ビート（144,000 BPH）で作動する非常に精密なストップウォッチを製造して「ジッターバグ」というニックネームを得た。
腕時計に使われるテンプの精度は、1日の誤差数秒程度である。最も精度の高いテンプ式機械時計は、マリンクロノメーターと呼ばれるもので、天測航行用の船舶に搭載され、経度を決定するための正確な時刻情報源として使用されていた。第二次世界大戦までには、1日0.1秒の精度を達成していた。

## 振動の周期
テンプの振動周期 T（秒）は、1 サイクル（2拍動）に必要な時間で、ホイールの慣性モーメント I（キログラム・ メートル2 ）とヒゲゼンマイの硬さ（ばね定数）κ（ニュートン・メートル／ラジアン）によって決まる。
{\displaystyle T=2\pi {\sqrt {\frac {I}{\kappa }}}\,}

## 歴史

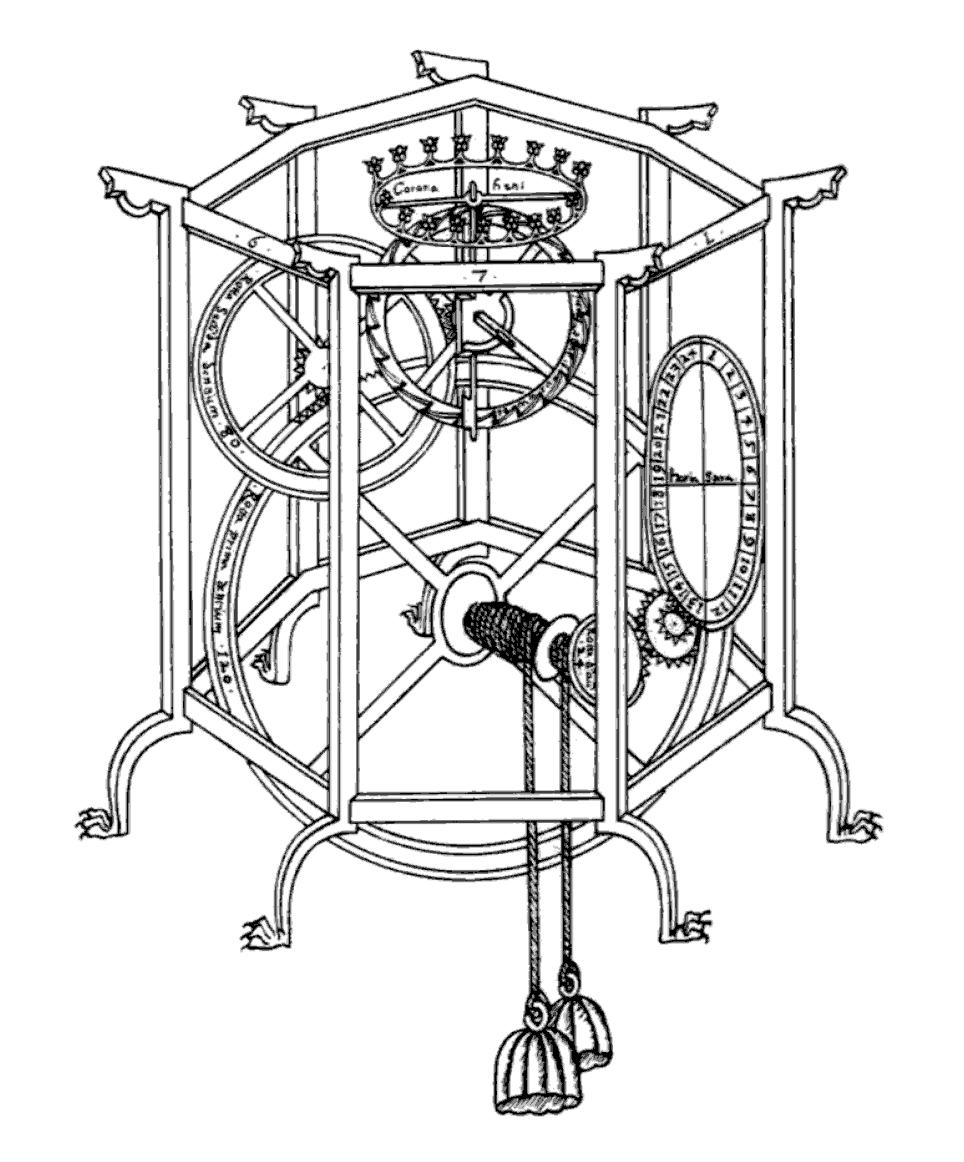
おそらく現存する最も古いテンプの絵はジョバンニ・デ・ドンディの天文時計（1364年、イタリア、パドヴァ製）。ヒゲゼンマイ（王冠の形、上部）は2秒のビートを持っていた。1364年に出版された彼の1364年の論文Il Tractatus Astariiからのイラスト

テンプは14世紀のヨーロッパで最初の機械式時計とともに登場したが、いつ、どこで最初に使われたのかは正確にはわかっていない。これは、フォリオと呼ばれる初期の慣性計時装置を改良したもので、中央で回転するまっすぐな棒の両端に錘がついており、前後に振動する。フォリオの錘は、時計の速度を調整するために、棒をスライドさせることができた。北欧の最初の時計はフォリオを使用し、南欧の時計はテンプを使用した。  最初はブラケット・クロックやランタン・クロックとして、そして1500年以降は最初の大型時計として、時計が小型化されるにつれて、フォリオットの代わりにテンプが使われるようになった。  テンプの重量の多くが軸から離れたリムにかかるため、テンプは同じ大きさのフォリオよりも大きな慣性モーメントを持ち、より正確に時間を刻むことができた。また、空気抵抗が少なく、温度変化による熱膨張の誤差を部分的に補正する形状でもあった。

### ヒゲゼンマイの追加

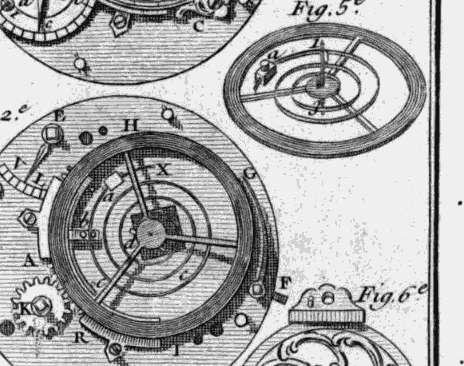
18世紀のフランス製時計に使われていた初期のヒゲゼンマイ付きテンプ

初期のテンプはもう一つの重要な要素であるヒゲゼンマイを欠いていたため、精度が低かった。初期のヒゲゼンマイは、ガンギ車の歯と接触していたアオリ旗が歯の先端をすり抜け（「エスケープ」）、脱進機の作用が逆転して歯車が反対方向に押し戻されるまで、脱進機によって一方向に押されていました。このような「慣性」車では、加速度は駆動力に比例する。ヒゲゼンマイのない時計では、駆動力は歯車を加速させる力と、減速させ逆転させる力の両方を提供する。駆動力が増加すれば、加速と減速の両方が増加し、その結果、歯車はより速く前後に押されることになる。このため、計時は脱進機によって加えられる力に強く依存することになる。時計では、主ゼンマイから与えられる駆動力は、時計の歯車列を通して脱進機に加えられ、主ゼンマイが巻き戻されるにつれて、時計が動いている間に減少していった。駆動力を均等化する何らかの手段がなければ、ゼンマイが巻き上げられる間の走行時間中にゼンマイの巻上げ力が低下し、時計の速度が低下してしまう。そのため、ヒゲゼンマイ以前の時計には、脱進機に到達するゼンマイの力を均等化するためのヒューズ（場合によってはスタックヒューズ）が必要とされ、最小限の精度しか達成できなかったのです。 このような装置があっても、ヒゲゼンマイ以前の時計は非常に不正確だった。
ヒゲゼンマイのアイデアは、車輪の回転を制限するために追加された弾力性のある豚毛の縁石が、その精度を向上させるという観察から着想を得た。  ロバート・フックが1658年に初めてテンプに金属バネを応用し、ジャン・ド・オートフィーユとクリスティアン・ホイヘンスが1674年に現在の渦巻き型に改良した。  ゼンマイを追加することで、ヒゲゼンマイは現代の時計の基本である調和振動子となった。つまり、歯車は自然な共振周波数または「ビート」で振動し、摩擦や駆動力の変化による振動速度の変化に抵抗する。この重要な技術革新により、時計の精度が大幅に向上し、1日数時間の誤差が1日10分にまで改善された、高価なノベルティから有用なタイムキーパーへと変貌を遂げた。

### 温度エラー
ヒゲゼンマイが追加された後、精度不良の主な原因として残ったのは温度変化による影響だった。初期の時計は、ヒゲゼンマイはプレーン・スチールで、テンプは真鍮かスチール製であった。
温度変化による誤差を修正するためにテンプの外縁は2つの金属の「サンドイッチ」で作られている。内側にある鋼鉄の層と、外側にある真鍮の層が融合している、真鍮の熱膨張は鋼鉄よりも大きいため、このバイメタルは温められると鋼鉄側に曲がる。リムは車輪のスポークの横の2箇所で切り開かれ、2本の円形のバイメタルの「腕」を持つS字形（図参照）に似ている。このホイールは「Zバランス」と呼ばれることもある。温度が上昇すると、アームはホイールの中心に向かって内側に曲がり、質量を内側に移動させることで、天秤の慣性モーメントを減少させる。この慣性モーメントの減少が、弱くなったヒゲゼンマイが生み出すトルクの減少を補うのである。この補正量は、腕に取り付けられた可動式の重りによって調整される。このタイプのテンプを搭載したマリンクロノメーターの誤差は、広い温度範囲で1日3～4秒に過ぎなかった。  1870年代には温度補正テンプが一般的に使用されるようになった。
温度による影響を補正していない時計では、弱くなったヒゲゼンマイがテンプを中心に戻すのに時間がかかるためビートが遅くなり、時計は遅れが発生する。フェルディナント・ベルトゥーは1773年に、通常の真鍮製テンプとスチール製ヒゲゼンマイを使用した時計が33℃の温度上昇にさらされた場合、1日あたり393秒（6分半）もの誤差が生じることを発見した。

### 温度補正テンプ

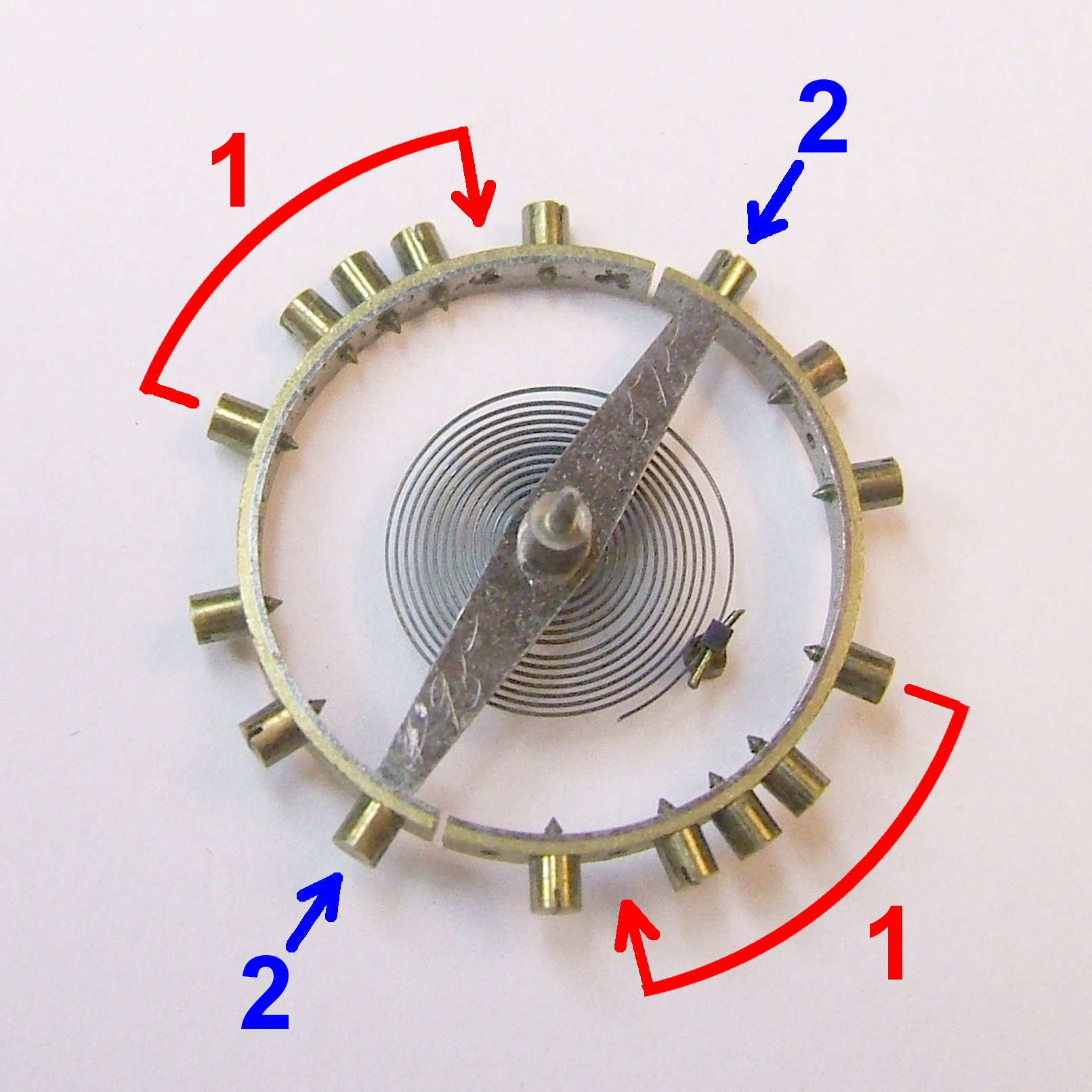
バイメタルを使った温度補正テンプ、1900年代初期の懐中時計から。直径17mm。 (1)対向する一対の錘をアームの端に近づけると温度補正が大きくなる。(2)スポークに近い位置にある一対のウエイトのネジを外すと、振動数が遅くなる。1つのウェイトを調整すると、ポイズ（バランス）が変わる。

航海中の天測に正確な時計が必要だったため、18世紀のイギリスとフランスでは高精度な時計の開発が盛んに行われた。マリン・クロノメーターに1日1秒の誤差があったとしても、2ヶ月の航海では測定値に17マイル（約27km）の誤差が生じる。ジョン・ハリソンは1753年、ゼンマイにバイメタルの「補正カーブ」を使用することで、テンプの温度補正を初めて行い、マリンクロノメーターH4とH5を完成させた。これらの時計は1日1秒の精度を達成したが、補正カーブは複雑であったため、それ以降は使用されることが無かった。
よりシンプルな解決策は、1765年頃にピエール・ルロワによって考案され、ジョン・アーノルドとトーマス・アーンショーによって改良された。重要なのは、テンプの大きさを温度によって変化させることだった。温度が高くなるにつれてテンプの直径が小さくなるようにすれば、慣性モーメントが小さくなり、ヒゲゼンマイの力が弱まるのを補うことができる。
これを実現するために、テンプの外縁は2つの金属の「サンドイッチ」で作られている。内側にある鋼鉄の層と、外側にある真鍮の層が融合している、真鍮の熱膨張は鋼鉄よりも大きいため、このバイメタルは温められると鋼鉄側に曲がる。リムは車輪のスポークの横の2箇所で切り開かれ、2本の円形のバイメタルの「腕」を持つS字形（図参照）に似ている。このホイールは「Zバランス」と呼ばれることもある。温度が上昇すると、アームはホイールの中心に向かって内側に曲がり、質量を内側に移動させることで、天秤の慣性モーメントを減少させる。この慣性モーメントの減少が、弱くなったヒゲゼンマイが生み出すトルクの減少を補うのである。この補正量は、腕に取り付けられた可動式の重りによって調整される。このタイプのテンプを搭載したマリンクロノメーターの誤差は、広い温度範囲で1日3～4秒に過ぎなかった。  1870年代には温度補正テンプが一般的に使用されるようになった。

### 温度誤差

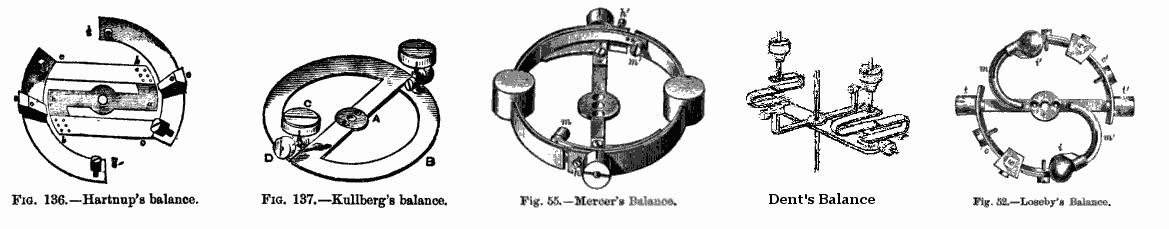
1800年代半ばのマリン・クロノメーター用テンプ、温度変化による誤差を軽減するためのさまざまな「補助補正」システムが付いている。

標準的なアーンショーの補正テンプは、温度変化による誤差を劇的に減少させたが、完全に誤差をなくすことはでなかった。J.G.ウルリッヒが最初に説明したように、ある低温と高温で正しい時刻を刻むように調整されたテンプは、中間の温度では1日あたり数秒速くなる。その理由は、テンプの慣性モーメントが補正アームの半径の2乗、つまり温度の2乗として変化するからである。しかし、スプリングの弾性は温度によって直線的に変化する。
この問題を軽減するため、クロノメーターを製造するメーカーは様々な補助補正機構を搭載して誤差を日差1秒以下に抑えた。例えば、テンプの内側に小さなバイメタルのアームを取り付けた。このような補正機構は、テンプの中心に向かって一方向にしか曲げられないが、外側に曲げようとすると、テンプによって妨げられる。ブロックされた動きは非線形温度応答を引き起こし、ゼンマイの弾性変化をわずかに良好に補正することができた。1850年から1914年にかけて、グリニッジ天文台で毎年行われた試験で1位になったクロノメーターのほとんどは、補助補正機構を備えたものであった。 補助補正機構は複雑なため、一般的な時計に使用されることは無かった。

### 新しい合金素材

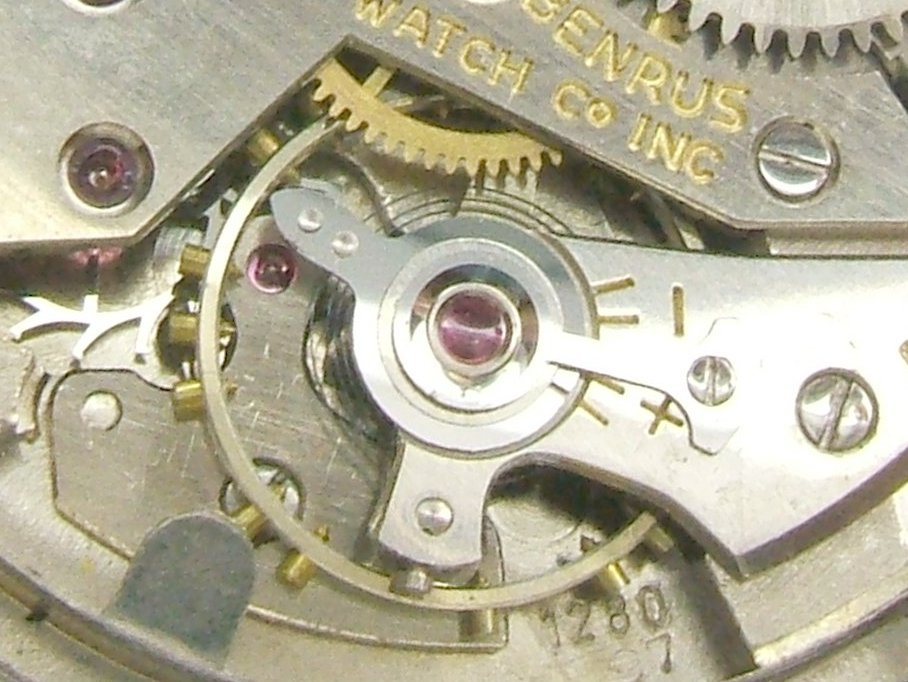
1950年代に製造されたベンラス社製ETA1280ムーブメントに搭載された低温効率合金製ヒゲゼンマイ

バイメタル式テンプは、冶金学の進歩によって20世紀初頭には使われなくなった。シャルル・エドゥアール・ギヨームが1896年に熱膨張率の非常に低いニッケル鋼合金であるインバーと、広い温度範囲にわたって弾性率が変化しない合金であるエリンバーをヒゲゼンマイ用に発明してノーベル賞を受賞した。エリンバールのスプリングを備えたソリッドなインバー製テンプは、温度による影響をほとんど受けなかったため、調整が難しかったバイメタル製テンプに取って代わった。
インバーとエリンバーを開発する前、ギヨームはバイメタルテンプの中間温度誤差を負の二次温度係数で補正する合金も発明している。アニバルと名付けられたこの合金は、インバーをわずかに変化させたものである。この合金は鋼鉄製ヒゲゼンマイの温度効果をほぼ完全に打ち消すものであったが、それでもギョームひげゼンマイとして知られるバイメタルテンプが必要であった。この方式は使われなくなり、エリンバー製ヒゲゼンマイを使用したシングルメタルのインバーテンプが主流となった。
二次係数は物質の膨張方程式における位置によって定義される。
{\displaystyle \ell _{\theta }=\ell _{0}\left(1+\alpha \theta +\beta \theta ^{2}\right)\,}
{\displaystyle \scriptstyle \ell _{0}}は基準温度における試料の長さ
{\displaystyle \scriptstyle \theta } は基準温度より高い温度
{\displaystyle \scriptstyle \ell _{\theta }} {\displaystyle \scriptstyle \theta }における基準温度
{\displaystyle \scriptstyle \alpha } 線膨張係数
{\displaystyle \scriptstyle \beta } 二次膨張係数

## 資料
1. 1 2  Odets (2007年). “The Balance Wheel of a Watch”. The Horologium.   TimeZone.com. 2007年7月6日時点のオリジナルよりアーカイブ。2007年6月16日閲覧。
2. ↑  Odets (2005年). “Balance Wheel Assembly”. Glossary of Watch Parts.   TimeZone Watch School. 2007年6月15日閲覧。
3. ↑  Arnstein (2007年). “Does faster mean more accurate?, TimeZone.com”. 2007年6月8日時点のオリジナルよりアーカイブ。2007年6月15日閲覧。
4. ↑  “Jules Audemars Watch with Audemars Piguet Escapement”. Audemars press release.   Professional Watches magazine (2009年1月19日). 2009年12月28日時点のオリジナルよりアーカイブ。2020年10月15日閲覧。
5. ↑  Schlitt (2002年). “The Elgin Collector's Site”. 2007年6月20日閲覧。
6. ↑  “Marine Chronometer”. Encyclopædia Britannica online.
7. ↑  White, Lynn Jr. (1966). Medieval Technology and Social Change. Oxford Press. ISBN 978-0-19-500266-9,  p. 124
8. ↑  Milham, Willis I. (1945). Time and Timekeepers. New York: MacMillan. ISBN 0-7808-0008-7, p. 92
9. 1 2  Headrick, Michael (April 2002). Origin and Evolution of the Anchor Clock Escapement. 22. pp. 41–52. doi:10.1109/37.993314 2007年6月6日閲覧。.
10. ↑  "Brittens Old Clocks & Watches" Edited by Cecil Clutton, G H Baillie & C A Ilbert, Ninth Edition Revised and Enlarged by Cecil Clutton. Bloomsbury Books London 1986 ISBN 0906223695 page 16
11. ↑  Britten, Frederick J. (1898). On the Springing and Adjusting of Watches. New York: Spon & Chamberlain 2008年4月16日閲覧。 p. 9
12. ↑  Brearley, Harry C. (1919). Time Telling through the Ages. New York: Doubleday 2008年4月16日閲覧。 pp. 108–109
13. ↑  Hautefeuille, Jean de (1647-1724) Auteur du texte (1722) (英語). Construction nouvelle de trois montres portatives, d'un nouveau balancier en forme de croix,... d'un gnomon spéculaire... et autres curiositez, par M. l'abbé de Haute-Feuille. [Orléans, juin 1722.]
14. ↑  “A Revolution in Timekeeping”. A Walk Through Time.  National Institute of Standards and Technology (2004年). 2022年10月13日閲覧。
15. ↑  Glasgow, David (1885). Watch and Clock Making. London: Cassel & Co. 2008年4月16日閲覧。 p. 227
16. ↑  Glasgow, David (1885). Watch and Clock Making. London: Cassel & Co. 2008年4月16日閲覧。 p. 227

## リファレンス
- Choi (2007年5月26日). “William Simcock Massey Type III pocket watch”.   YouTube. 2021年12月12日時点のオリジナルよりアーカイブ。2008年4月26日閲覧。 Video of antique mid-19th century watch showing the balance wheel turning
- Costa (1998年). “The History of Watches”.   Atmos Man. 2007年7月17日時点のオリジナルよりアーカイブ。2007年6月19日閲覧。 History of watches, on commercial website.
- Markl (2016年). “Monochrome-Watches A technical perspective the regulating organ of the watch”. 2023年12月27日閲覧。 Monochrome-Watches A technical perspective the regulating organ of the watch
- Oliver Mundy, The Watch Cabinet Pictures of a private collection of antique watches from 1710 to 1908, showing many different varieties of balance wheel.